# Trust (альбом Low)
Trust — шестой студийный альбом американской инди-рок-группы Low. Он был выпущен 21 октября 2002 года на лейбле Kranky. Мастеринг альбома выполнил Джон Голден, микширование — Чад Блейк, а запись — Том Херберс.

## Отзывы
| Совокупная оценка | Совокупная оценка |
| Источник          | Оценка            |
| ----------------- | ----------------- |
| Metacritic        | 76/100            |
| Оценки критиков   |                   |
| Источник          | Оценка            |
| AllMusic          | [ 3 ]             |
| Blender           | [ 4 ]             |
| NME               | 8/10              |
| Pitchfork         | 6.5/10            |
| The Times         | [ 7 ]             |
| Uncut             | [ 8 ]             |

Альбом получил в целом положительные отзывы от современных музыкальных критиков.
Хизер Фарес из AllMusic отметил, что «Будучи продолжением получившего всеобщее признание альбома Low Things We Lost in the Fire, Trust связан с рядом ожиданий, которые, возможно, невозможно оправдать. К чести группы, Low не просто повторяют пройденный на предыдущем альбоме материал; вместо этого Trust идёт в нескольких направлениях, смешивая тёмные, масштабные эпики с небольшими, непритязательными песнями, эклектичным продюсированием (любезно предоставленным Tchad Blake) и аранжировками. Это самая разнообразная работа Low, но, как оказалось, и самая неровная, что несколько удивительно, учитывая, что их предыдущий альбом был одновременно и изобретательным, и знакомым. Несмотря на то, что „Trust“ неровный, его лучшие моменты все же перевешивают периодические сползания на скучную, мрачную территорию. Поклонники наверняка согласятся, что слегка разочаровавший альбом Low все же имеет больше плюсов, чем большинство других релизов».

## Список композиций
| №   | Название                              | Лид-вокал                       | Длительность |
| --- | ------------------------------------- | ------------------------------- | ------------ |
| 1.  | «(That's How You Sing) Amazing Grace» | Alan Sparhawk                   | 7:13         |
| 2.  | «Canada»                              | Sparhawk, Mimi Parker           | 3:44         |
| 3.  | «Candy Girl»                          | Sparhawk                        | 4:37         |
| 4.  | «Time Is the Diamond»                 | Sparhawk, Parker                | 5:30         |
| 5.  | «Tonight»                             | Parker                          | 4:05         |
| 6.  | «The Lamb»                            | Sparhawk                        | 7:12         |
| 7.  | «In the Drugs»                        | Sparhawk                        | 4:25         |
| 8.  | «Last Snowstorm of the Year»          | Sparhawk                        | 2:16         |
| 9.  | «John Prine»                          | Sparhawk                        | 7:54         |
| 10. | «Little Argument with Myself»         | Sparhawk                        | 3:04         |
| 11. | «La La La Song»                       | Sparhawk, Parker, Gerry Beckley | 3:25         |
| 12. | «Point of Disgust»                    | Parker, Sparhawk                | 3:25         |
| 13. | «Shots & Ladders»                     | Sparhawk, Parker                | 7:51         |